# Склон Чарду
Скло́н Чарду́ (чув. Чарту айкки, Чарту, Чар Ту) — памятник природы регионального значения Чувашской Республики. Площадь памятника природы — 122,1 га.

## Местонахождение
Располагается в 2,5 км западнее деревни Емёткино и в 1 км севернее деревни Бишево, Козловский муниципальный округ, Чувашская Республика.
Описание границ памятника природы: северная граница проходит по границе придорожной полосы от устья ручья, впадающего в реку Средний Аниш; восточная и южная границы — по границе квартала 23 Тюрлеминского лесничества Мариинско-Посадского лесхоза; западная граница — по ручью до места впадения в реку Средний Аниш.

## Топонимика
Название происходит от чар и слова чув. ту — «гора».

«Множество преданий повествует о стоянке Ивана IV с войском на горе Чарту между деревнями Криуши и Кинеры Козловского района. Гора получила название от слова „царь“, которое чуваши произносили как чар  (ср. чар Иван чухнехи — «времен царя Ивана», Чар хули — «Царёвококшайск»). Сами предания дают такое объяснение. В деревнях Щамалы, Кинеры, Мижеры рассказывали, что „царь, когда спускался с войском вниз по Волге, велел причалить к берегу, взошел на эту гору, чтобы обозреть окрестности, так как действительно с этой горы открывается вид верст на двадцать и более. Здесь же царь принимал посольство чувашей, которые прислали это посольство, чтобы изъявить свою покорность“. <…>
С этой горы Иван Грозный наблюдал за врагом: в ясную погоду отсюда хорошо видна Казань. <…> Предания об этой горе приводит и Н. И. Ашмарин: здесь стояли царские воины во время Казанской войны. Согласно другому варианту аналогичного предания, Иван Грозный начал строить город на песчаной горке близ устья Аниша. Однако весной эту горку затопило, и строительство города прекратили. Через год русские построили Свияжск. В других преданиях говорится: от горы в лес идет Казакова дорога, по ней ездили казаки Ивана Грозного. <…> Информация, содержащаяся в рассмотренных преданиях о событиях в Чувашии накануне и во время Казанской войны (до похода 1552 года), может, разумеется, в подробностях, конкретных объектах и географических точках и не соответствовать происходившему в истории факту… За столетия реальные события трансформировались в памяти народа во времени и пространстве, переместились с одного объекта на другой, более заметный, впечатляющий объект (скажем, на курган), с одной географической точки на другую. Часто предания точно передают конкретные обстоятельства, место и время фактических исторических событий. Вполне возможно, что Иван IV, выбирая в феврале 1550 года место под будущий город, осмотрел не только круглую гору в устье Свияги, но и Чарту. Реальна также возможность посольства чувашей к нему во время похода 1549/50 года.»— Чувашские исторические предания

## Охраняемые виды
Володушка золотистая, ветреница лесная, лилия саранка, медуница мягкая, пиретрум щитковый, лазурник трехлопастной, цицербита уральская, вишня степная, шалфей мутовчатый, дремлик широколистный, зверобой волосистый, яблоня лесная.

## Режим охраны, установленный для памятника природы
Запрещается: всякая хозяйственная деятельность, угрожающая сохранности памятника природы, в том числе: вырубка леса (за исключением санитарных и рубок ухода); химические способы ухода за насаждениями; нарушение почвенного покрова; изменение гидрологического режима разрешенные виды деятельности: санитарные рубки и рубки ухода, научные исследования, учебно-просветительская деятельность, необходимые противопожарные мероприятия в установленном порядке.

## Комментарии
1. ↑  В «Словаре чувашского языка» Н.И. Ашмарина зафиксировано в значении «царь».